# Fausto Cepeda
Fausto Cepeda Bobadilla (* 20. Oktober 1939 in Santo Domingo; † 25. Dezember 2022) war ein dominikanischer Opernsänger (Bariton).

## Leben
Cepeda hatte mit vierzehn Jahren Gesangsunterricht bei Fausto Vizcaíno und trat bereits im Folgejahr mit der kubanischen Sängerin Aidita Artiaga am Teatro Julia auf. Er studierte dann bei Rafael Sánchez Cestero, Vito Castorini, José Dolores Cerón und Pedro Contín Aybar und am Conservatorio Nacional de Música bei Briseida Corletto, Aura Marina del Rosario Ceballos und Rafael Sánchez Cestero.
1963 debütierte er als Opernsänger in der Rolle des Alfio in der Oper Cavalleria rusticana. Er war 27 Jahre lang Direktionsmitglied und Solist des Coro Nacional und gründete die Compañía Ópera Dominicana. 1998 zeichnete ihn der dominikanische Präsident Leonel Fernández als Gran Caballero des Orden de Duarte Sánchez y Mella aus.